# Miconia pepericarpa
Miconia pepericarpa är en tvåhjärtbladig växtart som beskrevs av Carl Friedrich Philipp von Martius och Dc.. Miconia pepericarpa ingår i släktet Miconia och familjen Melastomataceae. Inga underarter finns listade i Catalogue of Life.

## Bildgalleri

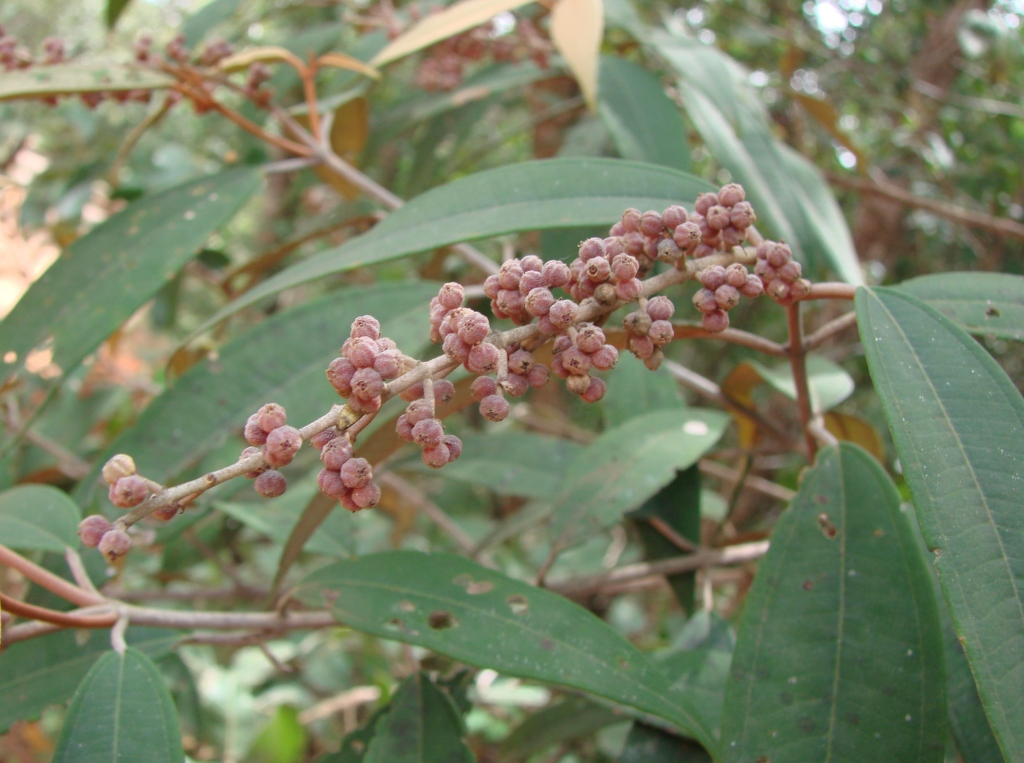
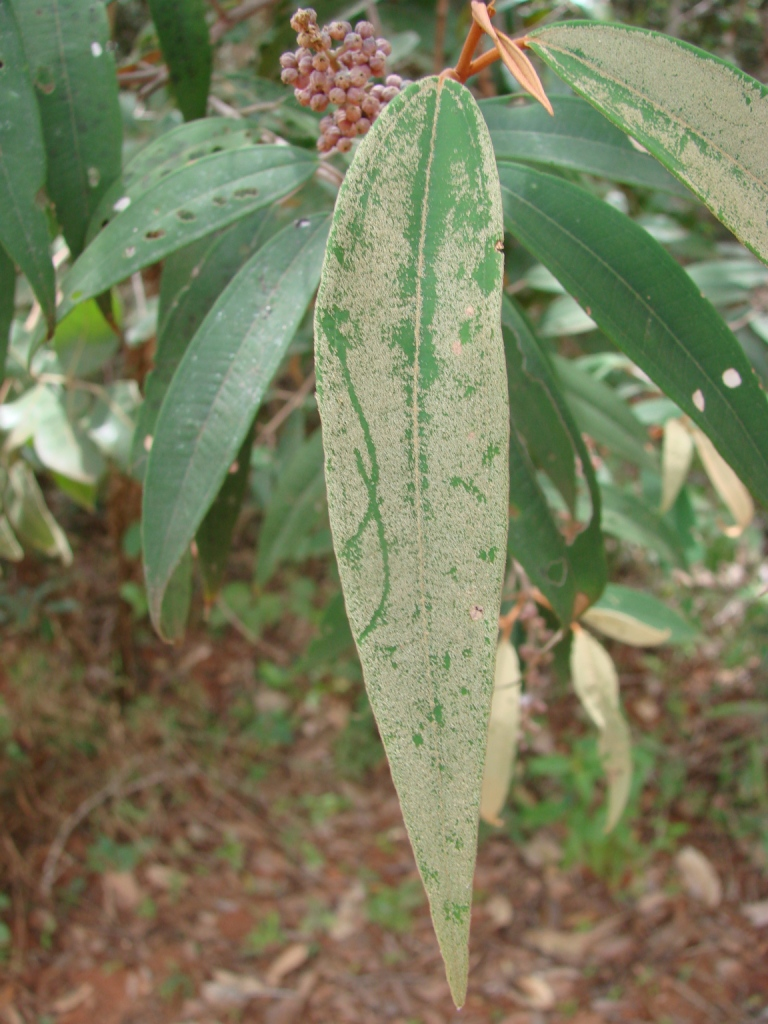
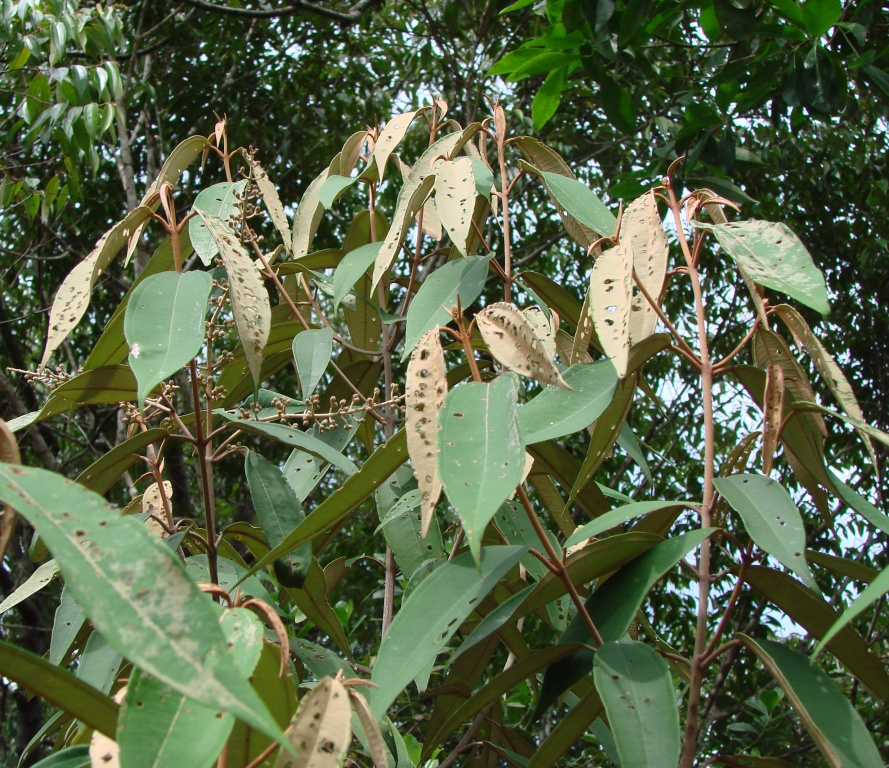